# Mirall, mirall
Mirall, mirall (títol original en castellà, Espejo, espejo) és una pel·lícula catalana de comèdia dirigida per Marc Crehuet i protagonitzada per Malena Alterio, Natalia de Molina, Santi Millán i Carlos Areces. Gravada originalment en castellà, s'ha doblat al català per a TV3.

## Sinopsi
Quatre empleats d'una oficina es preparen per celebrar els cinquanta anys de l'empresa mentre intenten resoldre certs problemes. L'Álvaro (Santi Millán), la Cristina (Malena Alterio), la Paula (Natalia de Molina) i l'Alberto (Carlos Areces) són quatre persones en crisis que treballen per a la mateixa empresa de cosmètica. Lluiten pel que volen mentre s'enfronten als seus propis reflexos davant el mirall. Ambició, por, amor i traïció es barregen en una història sobre la identitat.

## Repartiment
- Malena Alterio com a Cristina
- Natalia de Molina com a Paula
- Santi Millán com a Álvaro
- Carlos Areces com a Alberto
- Carlos Bardem com a Ernesto
- María Adánez com a Susana
- Toni Acosta com a María
- Loles León com a psicòloga
- Luis Bermejo com a Mario
- Betsy Túrnez com a Antonia
- Xesc Cabot com a Juan
- Iván Vigara com a Pol
- Anna Bertran com a Laura
- Verónica Forqué com la mare de l'Álvaro
- Tito Valverde com el pare de la Cristina i la Paula
- Juli Fábregas com a Mario
- Bàrbara Mestanza com youtuber
- Marta Tomasa com youtuber

## Producció
La pel·lícula està produïda per Rodar y Rodar i Nos gusta el cine AIE, a més de comptar amb la participació d'RTVE, TVC i Netflix, mentre que la distribució és a càrrec de Filmax. El rodatge va acabar a Barcelona el 30 de setembre de 2020.